# Coscinia dubernardi
Coscinia dubernardi là một loài bướm đêm thuộc phân họ Arctiinae, họ Erebidae.